# 산양저수지
산양저수지(山陽貯水池)는 경기도 이천시 율면 산양리에 위치한 대한민국의 저수지이다. 시설 관리자는 이천시장과 한국농어촌공사 담당하고 있다.
2020년 8월 2일 폭우로 인하여 둑이 붕괴되었고, 인근 산양리 주민들이 대피하였다.

## 같이 보기
- 지방도 제306호선
- 산양리